# Зведенюк, Павел Петрович
Зведенюк Павел Петрович (09.12.1990, Львов) — украинский пятиборец, мастер спорта международного класса, член сборной Украины по современному пятиборью.
Член ФСО “Динамо”, выпускник 2009 года Львовского специального колледжа спорта.
В декабре 2018 года Павел был награжден премией в рамках Программы предоставления премий Львовского городского совета талантливым и перспективным спортсменам и тренерам г. Львова на 2017 г. − 2020 г.
В 2019 г. Павел одержал победу в открытом Кубке Польши по современному  пятиборью. Из дисциплин пятиборья приоритетной для себя считает плавание.